# Charlie Dunbar Broad
Charlie Dunbar Broad (Harlesden, 30 dicembre 1887 – 11 marzo 1971) è stato un filosofo e storico inglese, oltreché un filosofo della scienza, un epistemologo e un divulgatore di varie tematiche filosofiche.

## Biografia
Fu educato dapprima al Dulwich College, Londra, dall'anno 1900 fino al 1906, e poi al Trinity College a Cambridge fino al 1910, quando si laureò con il massimo dei voti.
Nel 1911 iniziò la carriera di assistente universitario alla St.Andrews University; nel 1920 divenne docente alla Bristol University ed infine per venti anni resse la cattedra di filosofia morale alla Cambridge University.
Diresse la Aristotelian Society nel biennio 1927-1928 e di nuovo dal 1954 al 1955.

Assieme a Bertrand Russell e ad altri ventinove filosofi e intellettuali nel marzo del 1958 mandò una lettera al The Times, nella quale invocava per gli omosessuali un giusto riconoscimento etico-morale e sociale.

## Pensiero
Il suo modello di indagine, di approfondimento e di spiegazione alla problematiche dell'uomo e del mondo, si può inserire nell'ambito del realismo e del naturalismo.
Uno dei temi fondamentali della sua ricerca è stata la verifica della validità della scienza, che ebbe un esito positivo in quanto sia gli oggetti sia le loro relazioni sono percepibili e perciò validi. Evidenziò che le ultime teorie scientifiche, tendevano ad accostarsi alla sensazione e alla percezione, ma proprio sulla validità di quest'ultima, Broad individuò sia una spaccatura fra l'oggetto della percezione ed il corpo fisico sia una continuità fra i due elementi dell'indagine.
Oltre a ciò sostenne la dipendenza dei processi della coscienza dai fenomeni della natura.

## Opere principali
- Perception, physics and reality. An Enquiry into the Information that Physical Science can Supply about the Real. London: Cambridge University Press, 1914 (PDF; 54,07 MB)
- Scientific thought. New York: Harcourt, Brace and Co., 1923
- The Mind and its place in nature. London: Kegan Paul, 1925
- The Philosophy of Francis Bacon. Cambridge: Cambridge University Press, 1926
- Five types of ethical theory. New York: Harcourt, Brace and Co., 1930
- War Thoughts in Peace Time. London: Humphrey Milford, 1931
- An examination of McTaggart's philosophy. Vol. 1. Cambridge University Press, 1933
- Determinism, interdeterminism and libertarianism. Cambridge University Press, 1934
- An examination of McTaggart's philosophy. Vol. 2. Cambridge University Press, 1938
- Ethics and the History of Philosophy, London: Routledge, 1952; Reprint 2000, ISBN 0-415-22530-2
- Religion, Philosophy and Psychic Research, London: Routledge, 1953; Reprint 2000, ISBN 0-415-22558-2
- Human Personality and the Possibility of Its Survival. University of California Press, 1955
- Personal Identity and Survival. Society for Psychical Research, London 1958
- Lectures on Psychical Research. Incorporating the Perrott Lectures given in Cambridge University in 1959 and 1960. New York: Humanities Press, 1962 (contains Saltmarsh's Investigation of Mrs Warren Elliott's Mediumship)
- Induction, Probability, and Causation. Selected Papers of C. D. Broad, Dordrecht: Reidel, 1968.
- Broad's Critical Essays in Moral Philosophy, New York: Humanities Press, 1971.
- Leibniz: An Introduction, Cambridge: Cambridge University Press, 1975, ISBN 0-521-20691-X
- Berkeley's Argument. Haskell House Pub Ltd., 1976
- Kant: An Introduction, Cambridge: Cambridge University Press, 1978, ISBN 0-521-21755-5
- Ethics, Dordrecht: Nijhoff, 1985.